# Tricloroetilene
Il tricloroetilene, o 1,1,2-tricloroetene in nomenclatura sistematica (IUPAC), e noto commercialmente anche con il vecchio nome di trielina, è un alogenoalchene la cui struttura chimica è quella dell'etene in cui tre atomi di idrogeno sono sostituiti da altrettanti atomi di cloro.
È un prodotto sintetico e a temperatura ambiente si presenta come un liquido mobile incolore, volatile, non infiammabile, sensibile alla luce, dal caratteristico odore dolciastro, piuttosto intenso e simile al cloroformio. Insieme a quest'ultimo è uno dei solventi clorurati di uso generale e per grassi in particolare, tra i più usati.
È considerato un cancerogeno di gruppo 1 (sicuramente cancerogeno per l'uomo).

## Produzione
Fino ai primi anni settanta, la maggior parte del tricloroetilene veniva prodotta attraverso un processo a due stadi a partire dall'acetilene: dapprima una conversione di quest'ultimo a 1,1,2,2-tetracloroetano per reazione a 90 °C con cloro in presenza di cloruro ferrico come catalizzatore
{\displaystyle {\ce {HCCH + 2 Cl2 -> Cl2CHCHCl2}}}
seguita quindi dalla deidroalogenazione per trattamento con basi acquose (idrossido di calcio) oppure in fase gassosa a 300-500 °C in presenza di cloruro di bario o cloruro di calcio come catalizzatore
{\displaystyle {\ce {2 Cl2CHCHCl2 + Ca(OH)2 -> 2 ClCH=CCl2 + CaCl2 + 2 H2O}}}
{\displaystyle {\ce {Cl2CH-CHCl2 -> ClCH=CCl2 + HCl}}}
Oggi la maggior parte della produzione parte invece dall'etilene, dapprima clorurato a 1,2-dicloroetano in presenza di un catalizzatore di cloruro ferrico
{\displaystyle {\ce {CH2=CH2 + Cl2 -> ClCH2CH2Cl}}}
e quindi scaldato a circa 400 °C in presenza di ulteriore cloro gassoso
{\displaystyle {\ce {ClCH2CH2Cl + 2 Cl2 -> ClCH=CCl2 + 3 HCl}}}
quest'ultima reazione è catalizzata da varie sostanze; il catalizzatore più usato è una miscela di cloruro di potassio e cloruro di alluminio, ma anche il carbone poroso può essere usato.
Un sottoprodotto di questa reazione è il tetracloroetilene, che può anche diventarne il prodotto principale, agendo sulla quantità di cloro immessa nella seconda reazione. Tricloroetilene e tetracloroetilene vengono successivamente purificati per distillazione.

## Utilizzi
Il tricloroetilene è un ottimo solvente per molti composti organici. Al picco della sua produzione, negli anni venti, il suo impiego principale era l'estrazione di oli vegetali da piante quali la soia, il cocco e la palma. Tra gli altri usi nell'industria alimentare si annoveravano la decaffeinazione del caffè e l'estrazione di essenze. Ha trovato uso anche come solvente per il lavaggio a secco, fino a quando non è stato soppiantato negli anni cinquanta dal tetracloroetilene. Ancora tutt'oggi però è possibile reperirlo in alcuni negozi di tipo ferramenta, ed è usato come smacchiatore. Se ne consiglia l'uso soltanto indossando appositi DPI (Dispositivi di Protezione Individuali) quali mascherina, guanti e occhiali protettivi, per evitarne ogni possibile contatto.
Per via della sua tossicità e cancerogenicità, non è più impiegato nell'industria alimentare e farmaceutica dagli anni settanta praticamente in tutto il mondo.

## Tossicità
Inalato, il tricloroetilene deprime il sistema nervoso centrale e produce sintomi simili a quelli dell'ubriacatura da alcol: mal di testa, confusione, difficoltà nella coordinazione motoria. Un'esposizione prolungata può portare all'incoscienza e alla morte.
Particolare attenzione va posta nei luoghi dove è possibile avere alte concentrazioni di suoi vapori; il tricloroetilene de-sensibilizza rapidamente il naso e diviene impercepibile all'olfatto, aumentando il rischio di inalarne dosi elevate.
L'esposizione ai suoi vapori può provocare un prolungato bruciore agli occhi
L'effetto dell'esposizione a lungo termine sugli esseri umani non è noto. La sperimentazione animale ha dimostrato la cancerogenicità del tricloroetilene a carico del fegato nei topi.
Come anticipato da uno studio portato a termine nel 2011, gli esseri umani a lungo esposti a tale composto organico hanno una probabilità sei volte maggiore di sviluppare la malattia di Parkinson. L'ipotesi è stata decisamente rafforzata da uno studio pubblicato nel 2023, riguardante circa 340 mila soldati americani (marines), che ha evidenziato come i soggetti esposti ad acqua di falda gravemente contaminata da tricloroetilene abbiano il 70% in più di possibilità di sviluppare il Parkinson.
Intossicazione acuta: oltre agli effetti già descritti sul sistema nervoso centrale, storicamente si era correlata al tricloroetilene anche l'anestesia del nervo trigemino, mai confermato da studi sperimentali. L'intossicazione acuta può causare epatopatia acuta citotossica, tubulopatia, irritazione di cute e mucose.
Intossicazione cronica: turbe del ritmo e della conduzione cardiaca, dermatiti, turbe dell'equilibrio per alterazione della funzione vestibolare, psicosindrome organica, alcol intolleranza per interferenza su enzimi dell'ossidazione dell'etanolo (acetaldeide deidrogenasi).

### Effetti da inalazione
Se inalata la sostanza provoca un forte disorientamento unito ad una sensazione di irrealtà. Le capacità motorie si riducono, e calano anche le percezioni tattili (che spesso arrivano ritardate), la memoria a brevissimo termine sparisce (è impossibile ricordare una frase appena letta), le percezioni uditive sono alterate da un forte rumore di fondo e da una marcata eco.
Possono presentarsi allucinazioni e convinzioni assurde fortemente spiacevoli, come ad esempio credere che ci sia qualcuno nella nostra stanza oppure percepire l'ambiente come "animato". Il ridotto senso critico associato a tali esperienze porta a considerarle "reali" fino a favorire l'insorgenza di reazioni impulsive anche estreme; tali effetti svaniscono dopo poche decine di secondi.
L'inalazione in grandi quantità provoca spasmi nel corpo e perdita della capacità di reagire.